# 尖頭七夕魚
尖頭七夕魚（学名：Plesiops oxycephalus），又名尖頭鮗、七夕魚，为七夕魚科鮗屬下的一个种。